# Stanislav Namașco
Stanislav Namașco (Tiraspol, 10 novembre 1986) è un calciatore moldavo, portiere svincolato.

## Carriera

### Club
Nella stagione 2008-2009 ha vinto il campionato moldavo e la Cupa Moldovei con la maglia dello Sheriff Tiraspol.

### Nazionale
Ha giocato 45 partite con la nazionale moldava.

## Palmarès

### Club

#### Competizioni nazionali
- Campionato moldavo: 1

Sheriff Tiraspol: 2008-2009
- Coppa di Moldavia: 1

Sheriff Tiraspol: 2008-2009

#### Competizioni internazionali
- Coppa dei Campioni della CSI: 1

Sheriff Tiraspol: 2009